# Alagoinha do Piauí
Alagoinha do Piauí é um município brasileiro do estado do Piauí. Localiza-se na microrregião de Pio IX, mesorregião do Sudeste Piauiense.

## História
O território onde se situa o contemporâneo município de Alagoinha do Piauí era ocupado tradicionalmente pelo povo indígena Potiguara. Estes indígenas potiguaras acabaram sendo expulsos de suas terras tradicionais por meio de guerras e extermínios nas quais os remanescentes acabaram sendo submetidos a um processo de aculturação em missões religiosas de catequese.
Entre as décadas de 1940 e 1980, os povoados de Areia Branca e de Alagoinha que pertenciam ao município de Pio IX haviam tido um crescimento populacional que incentivou as lideranças comunitárias locais a se organizarem em busca da emancipação política. Nesse período, teria se destacado a figura de Caetano Abel de Carvalho, outrora delegado dos povoados e vereador por Pio IX que, juntamente com a família Alencar, com lideranças políticas da sede em Pio IX e com o deputado estadual arenista Ildefonso Dias estabeleceram uma articulação política visando a elevação de Alagoinha à condição de município. Nesse período, Caetano Abel desiste de concorrer a mais um mandato de vereador, transmitindo o seu capital político para o seu filho Salomão Caetano de Carvalho, o qual foi eleito vereador da Câmara Municipal de Pio IX pelo PDS em 1982.
O movimento político dos povoados por sua autonomia avançou durante a década de 1980 e, em 1986, ocorreu o plebiscito em que compareceram 2.041 integrantes da população local aptas para o voto, dos quais 1.845 eleitores votaram pela aprovação da emancipação política. Outra grande maioria acabou, também, escolhendo o nome da nova entidade municipal que acabou prevalecendo o nome de Alagoinha do Piauí em detrimento de Marianópolis. Estas escolhas populares acabaram sendo oficializadas pelo Governo estadual do Piauí após a promulgação da Lei estadual nº 4.042, de 9 de abril de 1986, e sanção pelo governador Hugo Napoleão.
Em 15 de novembro de 1986, foram realizadas as primeiras eleições do Município que resultaram na vitória de Salomão Caetano de Carvalho (PDS) como primeiro prefeito de Alagoinha do Piauí. Nestas eleições ocorreu uma disputa entre três candidatos, além do pedessista, participaram dois candidatos do PFL (devido a figura da sublegenda, mais de um nome podia ser apresentado): José Enéas de Sousa e Adão das Chagas Brito. Contando com o apoio do PMDB, a coligação elegeu cinco dos sete vereadores sendo que os governantes foram empossados em 31 de dezembro.
Nas eleições municipais de 1996, o município de Alagoinha do Piauí entrou para a história da política piauiense ao eleger o primeiro prefeito petista no estado: o médico Manoel do Nascimento Rocha (PT), o qual não conseguiu se reeleger nas eleições de 2000.
No dia 2 de agosto de 2011, o Tribunal Regional Eleitoral do Piauí cassou o mandato do então prefeito Clodoaldo de Moura Rocha (PT) e de seu vice (Francisco João de Carvalho). Este fato resultou em Alagoinha do Piauí ter tido a primeira mulher a tomar posse no cargo de prefeita municipal: a vereadora Maria Esteva Alves (PP) que, na época, exercia o cargo de presidente da Câmara Municipal de Alagoinha do Piauí.
A prefeita interina Esteva Alves administrou o município até a realização de uma eleição suplementar ocorrida em 6 de novembro de 2011, na qual foi eleito Pedro Otacílio de Sousa Moura (PSB) como novo prefeito, que veio a assumir o cargo em 11 de novembro daquele ano.

## Geografia

### Localização
| Noroeste: Monsenhor Hipólito e Pio IX                | Norte: Pio IX                        | Nordeste: Pio IX    |
| Oeste: Monsenhor Hipólito                            |                                      | Leste: Pio IX       |
| Sudoeste: Monsenhor Hipólito e Campo Grande do Piauí | Sul: São Julião e Vila Nova do Piauí | Sudeste: São Julião |

### Demografia
O município tem 7.678 habitantes, conforme estimativas do IBGE de 2021.

## Organização Político-Administrativa
Sendo um município do Brasil, Alagoinha do Piauí é administrada por dois poderes, o executivo e o legislativo, independentes e harmônicos entre si. O primeiro é representado pelo prefeito, auxiliado pelo seu gabinete de secretários e eleito pelo voto popular para um mandato de quatro anos, sendo permitida uma única reeleição para mais um mandato consecutivo, enquanto que o segundo é representado pela Câmara Municipal de Alagoinha do Piauí, órgão colegiado de representação dos munícipes que é composto por vereadores também eleitos por sufrágio universal.
As atuais autoridades que ocupam cargos da organização político-administrativa de Alagoinha do Piauí são as seguintes (data: 2 de janeiro de 2024):
- Prefeito: Jorismar José da Rocha - PP (2021/-)[11]
- Vice-prefeito: Cícero Cláudio de Sá - PT (2021/-)[11]
- Presidente da Câmara: Alex Silva Brito "Alex do PT" - PT (2023/-)[12]

### Histórico eleitoral
Em 1988, Braz José Neto é eleito sucessor de Salomão Caetano de Carvalho com cerca de 80% dos votos válidos e o PDS elege todos os vereadores e os suplentes para o quatriênio seguinte. Nas eleições de 1992 Salomão Caetano de Carvalho é eleito novamente prefeito de Alagoinha do Piauí, porém veio a falecer no começo de sua administração e assume o cargo o vice-prefeito Valdemar Jonas da Rocha. Nas eleições de 1996 o município elegeu Manoel do Nascimento Rocha, que é derrotado por Braz Neto nas eleições municipais de 2000. Em 2004 Braz Neto é reeleito. No último ano de sua gestão (2008) o prefeito Braz José Neto foi substituído pelo vice-prefeito João Deolindo de Carvalho. Nas eleições de 2008 é eleito  Clodoaldo de Moura Rocha. No dia 2 de agosto de 2011 o Tribunal Regional Eleitoral do Piauí cassou o mandato de Clodoaldo de Moura Rocha e seu vice-prefeito Francisco João de Carvalho. Assumindo interinamente a prefeitura, a presidente da Câmara Municipal, vereadora Esteva Alves (PP), que administrou Alagoinha do Piauí até a realização de uma eleição suplementar ocorrido no dia 6 de novembro de 2011, onde foi eleito Pedro Otacílio de Sousa Moura (PSB). O novo prefeito assumiu o cargo no dia 11 de novembro de 2011, e se reelegeu nas eleições  municipais de outubro de 2012. Nas eleições de 2016m duas chapas disputaram a prefeitura. A governista tinha como candidatos o comerciante José Adão (PSD) como candidato a prefeito. Já a oposição lançou o vice-prefeito Jorismar Rocha (PT) para o executivo municipal. Jorismar venceu a disputa, se tornando o terceiro prefeito eleito pelo PT.